# IPhone 7
iPhone 7（アイフォーン セブン）は、Appleが開発・販売していたiPhoneの第10世代目のモデルである。

## 概要
iPhone 7は、2016年9月7日（現地時間）、アメリカ・カリフォルニア州サンフランシスコで開催されたAppleのスペシャルイベントで発表され、同年3月にはiPhone SE (第1世代)が発売した。
2016年9月9日、iPhone 7 Plusと同時に日本では午後4時01分から予約開始。9月16日、日本国内ではNTTドコモとKDDI・沖縄セルラー電話連合（au）、ソフトバンクから販売されたほか、Apple StoreではSIMフリー版が販売された。
iPhoneシリーズで初めて、耐水・防塵を謳っており、IP67等級に適合している。また、搭載しているNFCチップ自体は他地域と共通だが、日本向けのモデルのみ日本国内でApple Payを利用可能にするFeliCaが有効になっている。このような機能は、日本のガラパゴススマートフォンの例として、よく挙げられていたため、iPhoneが搭載したことに対して驚きの声が上がった。またこのため、裏面に電波法施行規則により「総務省指定 MIC/KS」番号が表記されている。
iPhone 7の外観はiPhone 6sと似ているが、新しいカラーバリエーション、耐水・防塵、新しい容量、感圧式のホームボタンが導入され、3.5mmイヤホンジャックが無くなった。そして背面にあるアンテナラインは、iPhone 6でのDラインからCラインになり、よりスタイリッシュに。そして一枚の板にさらに近づいた。デバイス内のハードウェアも更新されており、システム性能およびグラフィック性能が更新されたクアッドコアSoCを内蔵し、iPhone 7およびiPhone 7 Plusの両方に光学手ブレ補正付き12メガピクセルの背面カメラ、iPhone 7 Plusにはズーム機能付き望遠レンズが付加されている。しかし光学式手ブレ補正は背面から見て左の広角カメラにのみ搭載されている。
カメラの大型化やイヤホンジャック廃止により、iPhone 6/6s向けの従来のケースなどは使えない。また、画面保護シートはiPhone 6/6s/7の画面サイズは変わらないため貼ることは可能だが、iPhone 7は受話口もステレオスピーカーになったため、従来よりも数ミリ横に長くなっている。メーカーによって異なるが、iPhone 6/6sの画面保護シートをiPhone 7に貼る際には注意が必要。
iPhone 6sの枠付きガラスは使用不可。
データ通信での最大受信速度は450Mbpsであるが、NTTドコモの場合375Mbpsと発表されている。
次世代機種のiPhone 8が発表されると、値下げとともに256GBモデルの販売は終了し、32GB・128GBモデルの2種類に統一された。さらにジェットブラックカラーの32GB販売も開始。
2018年 12月  Y!mobileとUQ mobileから発売されることが決定した。
2019年 2月に、NTTドコモがdocomo with対応機種として販売する事を発表した。
2022年6月7日に、WWDC22で発表されたiOS 16で、iPhone 6s / iPhone 6s Plus / iPhone SE (第1世代) / iPhone 7 Plus / iPod touch (第7世代)と共にサポート対象外になった。

## 仕様

### ハードウェア
Taptic Engineの振動により、ハプティクスが提供され、iPhone 6sに導入された3D Touchを引き続き採用している。
形状や寸法等の外観は、鏡面仕上げオプションはあるもののiPhone 6やiPhone 6sに似ている。既存のシルバー、ゴールド、ローズゴールドに並び、新しいカラーバリエーションとしてつや消しのブラックと、”ジェットブラック”が提供された。”ジェットブラック”は暗い黒で、つやのある光沢仕上げになっている。これは複数の手順を経て作られており、最初にアルミニウム筐体表面に多孔質の酸化アルミニウム皮膜を形成する陽極処理を施し、次に研磨装置を用いて酸化アルミニウムに吸収されるような粉末研磨剤を用いて研磨する。最終的な仕上げとして”極微小粒子浴”が施される。仕上げ処理全体にかかる時間は1時間ほどに及ぶ。IP67等級の防水・防塵耐性を有する。
ホームボタンは、iPhone 6s以前のような物理的なプッシュボタンではなく、静電容量方式を採用している。そのため電源オフ時に押しても押し込む感触がないが、電源オン時にはTaptic Engineの振動によって、実際にボタンを押したような感覚がある。そしてホームボタンが壊れたとiPhone 7が感知したら自動的にAssistiveTouchがオンになる。
3.5mmイヤホンジャックを廃止した。また本モデルより画面下部のスピーカーに加え、液晶画面側の上部にある通話用スピーカーも音楽等の再生時に使用し、ステレオスピーカーになっている。画面サイズは4.7インチスクリーンと、従来と変わらないが、より広い色域を有し輝度も向上している。
メインSoC, Apple A10 Fusionには新しいモーションコプロセッサーM10を搭載している。内蔵ストレージは16GBの設定がなくなり、最小容量は32GBとなった。また、2GBのRAMを搭載している。
4色LEDによる"True Tone"フラッシュ、F値1.8の広開口レンズ、従来のモデルではPlusのみに搭載されていた光学手ブレ補正が初めて4.7インチサイズで搭載された。画素数にも向上が見られた。前面カメラは7メガピクセルと向上しているが、F値はf2.2と据え置かれた。
日本向けモデルのiPhone 7には、FeliCaに対応したNFCチップが搭載されており、Suica, iD, QUICPayに対応したApple Payが利用できる。ただしPASMOは使用不可。

### 急速充電の仕様
iPhone 6s同様に、iPhone 7を急速充電するにはApple 10W USB電源アダプタもしくは、Apple 12W USB電源アダプタを使用する必要がある。MacのUSBポートでも最大2.1Aで急速充電が出来る。ただし6sと同様、USB PDを使った18W以上の急速充電には対応していないので注意が必要。

### ソフトウェア
iPhone 7はiOS 10がプリインストールされて出荷されている。iPhone 7 PlusはiOS 10.1のソフトウェアアップデートにてポートレート撮影モードが追加された。

### iPhone 7(PRODUCT)REDSpecial Edition
2017年3月21日、Appleは(PRODUCT)REDのパートナー企業として、iPhone 7及びiPhone 7 Plusの赤色の限定カラーモデルであるiPhone 7 (PRODUCT)RED Special Editionを同年3月24日(日本では翌日)に発売すると発表した。
このモデルは他のAppleの(PRODUCT)REDモデルと同じように売り上げの一部を「世界エイズ・結核・マラリア対策基金(グローバルファンド)」に寄付するとしている。
iPhone 8の発表に伴い、AppleはiPhone 7 (PRODUCT)RED Special Editionの公式サイトでの販売を終了した。

## 付属品
「EarPods with Lightning Connector」及び「Lightning - USBケーブル」、「5W USB電源アダプタ」が付属する。以前は「Lightning - 3.5mmヘッドフォンジャックアダプタ」が同梱されていたが、2018年9月以降のパッケージでは付属品に含まれていない。いずれの製品もAppleは別売りでも販売している。Appleはまた、iPhone 7で使用するために、AirPods、ワイヤレスインイヤーヘッドホンおよび3つのBeatsヘッドホン製品を含む、いくつかのBluetoothヘッドホンを発表した。これらの製品は、iOSおよびmacOS製品と統合し、低消費電力でBluetooth通信をするように設計されたApple W1 屋内向けワイヤレスチップを使用している。

## 不具合
オーディオおよび触覚フィードバックが一部作動しない問題がiOS 11.0.3で修正される。
2016年9月から2018年2月までに製造販売されたiPhone 7の一部で画面表示が圏外になる問題が発生した。本体裏面に「Model A1779」と印字されているiPhone 7は修理対象となる可能性があり、対象製品をAppleに送るかApple直営店、または正規サービスプロバイダーに持ち込むことで検査され、検査の結果修理対象となった場合は無償にて本体修理となる。

### セキュリティホール
修正不能のSecureROMに、Use After Freeという問題が見つかっている。任意のコードが実行できるのは、物理的にアクセス可能な場合のみである。